# Championnats d'Europe d'haltérophilie 2012
Navigation
Édition précédente Édition suivante
Les Championnats d'Europe d'haltérophilie 2012 ont lieu en Turquie, à Antalya du 9 avril 2012 au 15 avril 2012.

## Résultats détaillés

### Hommes

#### - de 56 kg
|             | Or                           | Or     | Argent               | Argent | Bronze                | Bronze |
| Arraché     | Valentin Hristov Azerbaïdjan | 125 kg | Gökhan Kılıç Turquie | 121 kg | Oleg Sîrghi Moldavie  | 116 kg |
| Épaulé-Jeté | Valentin Hristov Azerbaïdjan | 155 kg | Oleg Sîrghi Moldavie | 146 kg | Asen Muradov Bulgarie | 136 kg |
| Total       | Valentin Hristov Azerbaïdjan | 280 kg | Oleg Sîrghi Moldavie | 262 kg | Gökhan Kılıç Turquie  | 257 kg |

#### - de 62 kg
|             | Or                     | Or     | Argent                         | Argent | Bronze                    | Bronze |
| Arraché     | Bünyamin Sezer Turquie | 142 kg | Florin Ionuț Croitoru Roumanie | 131 kg | Dimitris Minasidis Chypre | 130 kg |
| Épaulé-Jeté | Stoyan Enev Bulgarie   | 160 kg | Bünyamin Sezer Turquie         | 159 kg | Dimitris Minasidis Chypre | 158 kg |
| Total       | Bünyamin Sezer Turquie | 301 kg | Dimitris Minasidis Chypre      | 288 kg | Stoyan Enev Bulgarie      | 282 kg |

#### - de 69 kg
|             | Or                         | Or     | Argent                           | Argent | Bronze                           | Bronze |
| Arraché     | Oleg Chen Russie           | 158 kg | Bernardin Kingue Matam France    | 145 kg | Daniel Godelli Albanie           | 145 kg |
| Épaulé-Jeté | Afgan Bayramov Azerbaïdjan | 178 kg | Sergei Cechir Moldavie           | 175 kg | Vencelas Dabaya Tientcheu France | 175 kg |
| Total       | Afgan Bayramov Azerbaïdjan | 321 kg | Vencelas Dabaya Tientcheu France | 318 kg | Bernardin Kingue Matam France    | 318 kg |

#### - de 77 kg
|             | Or                     | Or     | Argent                     | Argent | Bronze                 | Bronze |
| Arraché     | Răzvan Martin Roumanie | 159 kg | Alexandru Dudoglo Moldavie | 158 kg | Dmitry Ivanenko Russie | 155 kg |
| Épaulé-Jeté | Răzvan Martin Roumanie | 188 kg | Alexandr Spac Moldavie     | 187 kg | Semih Yagci Turquie    | 186 kg |
| Total       | Răzvan Martin Roumanie | 347 kg | Alexandru Dudoglo Moldavie | 344 kg | Alexandr Spac Moldavie | 340 kg |

#### - de 85 kg
|             | Or                        | Or     | Argent                   | Argent | Bronze                     | Bronze |
| Arraché     | Fatih Baydar Turquie      | 166 kg | Rauli Tsirekidze Géorgie | 165 kg | Gabriel Sâncrăian Roumanie | 164 kg |
| Épaulé-Jeté | Tom Schwarzbach Allemagne | 201 kg | Rauli Tsirekidze Géorgie | 200 kg | Gabriel Sâncrăian Roumanie | 195 kg |
| Total       | Rauli Tsirekidze Géorgie  | 365 kg | Fatih Baydar Turquie     | 359 kg | Gabriel Sâncrăian Roumanie | 359 kg |

#### - de 94 kg
|             | Or                      | Or     | Argent                     | Argent | Bronze               | Bronze |
| Arraché     | Anatoli Ciricu Moldavie | 178 kg | Ibrahim Arat Turquie       | 171 kg | Aslan Bideev Russie  | 170 kg |
| Épaulé-Jeté | Anatoli Ciricu Moldavie | 224 kg | Intiqam Zairov Azerbaïdjan | 213 kg | Aslan Bideev Russie  | 212 kg |
| Total       | Anatoli Ciricu Moldavie | 402 kg | Aslan Bideev Russie        | 382 kg | Ibrahim Arat Turquie | 380 kg |

#### - de 105 kg
|             | Or                      | Or     | Argent                  | Argent | Bronze                      | Bronze |
| Arraché     | Maxim Sheiko Russie     | 185 kg | David Bedzhanyan Russie | 185 kg | Sergiy Tagirov Ukraine      | 180 kg |
| Épaulé-Jeté | David Bedzhanyan Russie | 220 kg | Maxim Sheiko Russie     | 216 kg | Arkadiusz Michalski Pologne | 212 kg |
| Total       | David Bedzhanyan Russie | 405 kg | Maxim Sheiko Russie     | 401 kg | Sergiy Tagirov Ukraine      | 390 kg |

#### + 105 kg
|             | Or                        | Or     | Argent                     | Argent | Bronze                    | Bronze |
| Arraché     | Irakli Turmanidze Géorgie | 195 kg | Hayk Hakobyan Arménie      | 195 kg | Péter Nagy Hongrie        | 192 kg |
| Épaulé-Jeté | Ruslan Albegov Russie     | 238 kg | Jiří Orság Tchéquie        | 235 kg | Andrey Kozlov Russie      | 235 kg |
| Total       | Ruslan Albegov Russie     | 429 kg | Matthias Steiner Allemagne | 424 kg | Irakli Turmanidze Géorgie | 423 kg |

### Femmes

#### - de 48 kg
|             | Or                        | Or     | Argent                 | Argent | Bronze                       | Bronze |
| Arraché     | Marzena Karpińska Pologne | 85 kg  | Genny Pagliaro Italie  | 81 kg  | Silviya Angelova Azerbaïdjan | 78 kg  |
| Épaulé-Jeté | Marzena Karpińska Pologne | 102 kg | Nurdan Karagöz Turquie | 100 kg | Silviya Angelova Azerbaïdjan | 97 kg  |
| Total       | Marzena Karpińska Pologne | 187 kg | Nurdan Karagöz Turquie | 177 kg | Silviya Angelova Azerbaïdjan | 175 kg |

#### - de 53 kg
|             | Or                     | Or     | Argent                     | Argent | Bronze                        | Bronze |
| Arraché     | Cristina Iovu Moldavie | 91 kg  | Alena Chychkan Biélorussie | 88 kg  | Aylin Daşdelen Turquie        | 88 kg  |
| Épaulé-Jeté | Cristina Iovu Moldavie | 116 kg | Aylin Daşdelen Turquie     | 113 kg | Svetlana Cheremshanova Russie | 113 kg |
| Total       | Cristina Iovu Moldavie | 207 kg | Aylin Daşdelen Turquie     | 201 kg | Svetlana Cheremshanova Russie | 201 kg |

#### - de 58 kg
|             | Or                          | Or     | Argent                        | Argent | Bronze                 | Bronze |
| Arraché     | Romela Begaj Albanie        | 102 kg | Bojanka Kostowa Azerbaïdjan   | 98 kg  | Yelena Shadrina Russie | 95 kg  |
| Épaulé-Jeté | Bojanka Kostowa Azerbaïdjan | 117 kg | Aleksandra Klejnowska Pologne | 117 kg | Yelena Shadrina Russie | 116 kg |
| Total       | Bojanka Kostowa Azerbaïdjan | 215 kg | Romela Begaj Albanie          | 215 kg | Yelena Shadrina Russie | 211 kg |

#### - de 63 kg
|             | Or                   | Or     | Argent                 | Argent | Bronze                    | Bronze |
| Arraché     | Sibel Şimşek Turquie | 100 kg | Nikoletta Nagy Hongrie | 94 kg  | Liudmila Bril Biélorussie | 93 kg  |
| Épaulé-Jeté | Sibel Şimşek Turquie | 125 kg | Nikoletta Nagy Hongrie | 116 kg | Neslihan Okumuş Turquie   | 115 kg |
| Total       | Sibel Şimşek Turquie | 225 kg | Nikoletta Nagy Hongrie | 210 kg | Neslihan Okumuş Turquie   | 208 kg |

#### - de 69 kg
|             | Or                    | Or     | Argent                   | Argent | Bronze                   | Bronze |
| Arraché     | Oxana Slivenko Russie | 115 kg | Viktoriya Savenko Russie | 115 kg | Roxana Cocoş Roumanie    | 110 kg |
| Épaulé-Jeté | Oxana Slivenko Russie | 143 kg | Roxana Cocoş Roumanie    | 142 kg | Viktoriya Savenko Russie | 137 kg |
| Total       | Oxana Slivenko Russie | 258 kg | Roxana Cocoş Roumanie    | 252 kg | Viktoriya Savenko Russie | 252 kg |

#### - de 75 kg
|             | Or                     | Or     | Argent                 | Argent | Bronze                   | Bronze |
| Arraché     | Lidia Valentín Espagne | 117 kg | Olga Zubova Russie     | 115 kg | Rumyana Petkova Bulgarie | 100 kg |
| Épaulé-Jeté | Olga Zubova Russie     | 150 kg | Lidia Valentín Espagne | 143 kg | Hatice Yılmaz Turquie    | 125 kg |
| Total       | Olga Zubova Russie     | 265 kg | Lidia Valentín Espagne | 260 kg | Hatice Yılmaz Turquie    | 223 kg |

#### + 75 kg
|             | Or                       | Or     | Argent                    | Argent | Bronze                    | Bronze |
| Arraché     | Tatiana Kashirina Russie | 145 kg | Yuliya Dovhal Azerbaïdjan | 123 kg | Julia Konovalova Russie   | 121 kg |
| Épaulé-Jeté | Tatiana Kashirina Russie | 183 kg | Julia Konovalova Russie   | 153 kg | Yuliya Dovhal Azerbaïdjan | 150 kg |
| Total       | Tatiana Kashirina Russie | 328 kg | Julia Konovalova Russie   | 274 kg | Yuliya Dovhal Azerbaïdjan | 273 kg |

## Résultats de la délégation française

### Hommes
- 62 kg : Kévin Caesemaeker (7e avec 272 kg)
- 69 kg : Bernardin Kingue Matam (3e avec 318 kg) ; Vencelas Dabaya (2e avec 318 kg)
- 85 kg : Giovanni Bardis (5e avec 353 kg)
- 94 kg : David Matam (non classé) ; Benjamin Hennequin (6e avec 376 kg)
- 105 kg : Kevin Bouly (non classé)

### Femmes
- 48 kg : Mélanie Noël Bardis (6e avec 163 kg) ; Anaïs Michel (7e avec 158 kg)
- 53 kg : Virginie Andrieux (13e avec 167 kg) ; Manon Lorentz (14e avec 160 kg)
- 63 kg : Agnès Chiquet (11e avec 182 kg)